# Arctic Umiaq Line

Porty przeznaczenia dla Arctic Umiaq Line

Arctic Umiaq Line A/S – operator żeglugi przybrzeżnej na Grenlandii. Obsługuje rejsy pasażerskie przede wszystkim wzdłuż zachodniego wybrzeża wyspy; począwszy od Qaqortoq na południu aż po Ilulissat. Obsługuje również rejsy międzynarodowe.

## Historia
Arctic Umiaq Line została założona w 1774 roku i jest jedną z najstarszych korporacji na Grenlandii. Obecnie jest częścią Air Greenland oraz Royal Arctic Line.

## Obsługiwane porty[1]
- Qaqortoq
- Narsaq
- Arsuk
- Paamiut
- Qeqertarsuatsiaat
- Nuuk
- Maniitsoq
- Kangaamiut
- Sisimiut
- Aasiaat
- Ilulissat